# Lichenoconium plectocarpoides
Lichenoconium plectocarpoides är en lavart som beskrevs av S.Y. Kondr., D.J. Galloway & D. Hawksw. 1994. Lichenoconium plectocarpoides ingår i släktet Lichenoconium, divisionen sporsäcksvampar och riket svampar.   Inga underarter finns listade i Catalogue of Life.